# Excelsior Veldwezelt
Maillots
Dernière mise à jour : 24 février 2014.
L'Excelsior Veldwezelt est un ancien club belge de football basé à Veldwezelt, un village de l'entité de Lanaken. Fondé en 1942, le club a disputé 14 saisons dans les séries nationales, dont 6 en Division 3, le plus haut niveau qu'il ait atteint. Englué dans les problèmes financiers, le club déclare forfait en décembre 2012 et son matricule est radié en juin 2013.

## Histoire

### Un demi-siècle dans les séries provinciales
L'Excelsior Veldwezelt est fondé en 1942 et s'affilie à l'URBSFA le 10 septembre 1942. Il reçoit le matricule 3624 et commence la saison 1942-1943 dans la dernière série régionale. Le club remporte sa série en 1948 et est promu en deuxième provinciale, à l'époque le plus haut niveau avant les séries nationales. Il est relégué en 1952 et tombe directement en troisième provinciale à la suite de la réforme des séries nationales, puis remporte une nouvelle fois le titre dans sa série de « P3 » en 1956. Le club évolue durant seize ans en deuxième provinciale, échouant à la deuxième place en 1960, 1961 et 1971. Finalement, il remporte sa série en 1972 et atteint la première provinciale. Ce séjour ne dure qu'une saison, le club finit avant-dernier et est relégué au niveau inférieur.
Durant les deux décennies qui suivent, l'équipe va faire l'ascenseur entre la « P1 » et la « P2 ». Il remonte parmi l'élite provinciale en 1978 et y reste cette fois trois saisons. Après être passé tout près du titre en 1980, il est relégué l'année suivante, pour revenir directement un an plus tard. Il évolue en première provinciale de 1982 à 1987, puis descend de nouveau. Le club remonte en « P1 » en 1992 et cette fois, il ne descendra plus. Entre 1996 et 1998, le club finit trois fois consécutivement vice-champion, avant d'échouer au tour final pour l'accession à la Promotion. Finalement, c'est après avoir terminé quatrième en 1999 que le club parvient à décrocher sa place dans les séries nationales via les tours finaaux provincial et interprovincial.

### Montée rapide en Division 3
Pour sa première saison en Promotion, l'Excelsior Veldwezelt termine à une fort belle sixième place, confirmée douze mois plus tard par une septième. Le club fait même beaucoup mieux en 2001-2002 en décrochant le titre dans sa série, ce qui lui ouvre les portes de la Division 3. Après une saison d'adaptation conclue en dixième position, le club obtient son meilleur classement historique en 2004 avec une cinquième place finale dans sa série. Hélas, le club ne parvient pas à confirmer ce bon résultat et termine la saison suivante en position de relégable.
De retour en Promotion, le club vise une remontée directe au niveau supérieur. Il échoue à deux points du Verbroedering Meerhout, champion de la série C, puis est éliminé au premier tour du tour final par le FC Bleid. Lors de la saison 2006-2007, le club finit troisième, à huit points du champion Mol-Wezel mais se qualifie tout de même pour le tour final. Il y élimine successivement Gand-Zeehaven (3-2), le Sporting West Harelbeke (2-4), puis prend sa revanche sur le FC Bleid. Le club remonte ainsi en troisième division après deux saisons en Promotion.

### Rechute en Promotion et radiation
Ce retour en Division 3 ne durera également que trois saisons. Avant-dernier en 2009-2010, l'Excelsior Veldwezelt est à nouveau relégué. Il vise une remontée directe mais finit vice-champion de sa série, à quatorze points du vainqueur, le Patro Eisden Maasmechelen. Qualifié pour le tour final, le club est éliminé dès le premier tour par le Wallonia Walhain. En proie à des difficultés financières de plus en plus importante, le club ne peut plus ambitionner la montée et doit se contenter d'une sixième place la saison suivante. En fin de saison, les problèmes sont tels que la direction envisage un temps de se retirer du championnat avant le début de la saison 2012-2013. Finalement, le club peut s'aligner au départ de la compétition et engage même l'ex-international Mark De Man pour stabiliser la défense. Mais lors d'un reportage dans l'émission Panorama de la chaîne flamande Canvas, le club est clairement cité dans une affaire de caisse noire et de blanchiment d'argent. Son principal sponsor décide de se retirer, ce qui aggrave encore les soucis financiers du club. Plusieurs joueurs s'en vont dans les semaines qui suivent, faute de paiement de leurs primes. Finalement, l'équipe est contrainte de déclarer forfait en décembre 2012 pour le reste du championnat. Tous ses résultats sont annulés et le club est classé dernier et relégué d'office en fin de saison. Il ne retournera jamais en provinciales, son matricule étant radié en juin 2013 à cause de trop nombreuses dettes impayées.

## Résultats dans les divisions nationales
Statistiques clôturées, club disparu

### Palmarès
- 1 fois champion de Promotion en 2002.

### Bilan
| Niv | Divisions     | Jouées | Titres | TM Up | TM Down |
| --- | ------------- | ------ | ------ | ----- | ------- |
| I   | 1re nationale | 0      | 0      |       |         |
| II  | 2e nationale  | 0      | 0      |       |         |
| III | 3e nationale  | 6      | 0      |       |         |
| IV  | 4e nationale  | 8      | 1      | 3     |         |
| V   | 5e nationale  | 0      | 0      |       |         |
|     |               |        |        |       |         |
|     | TOTAUX        | 14     | 1      | 3     | 0       |

- TM Up : test-match pour départager des égalités, ou toutes formes de Barrages ou de Tour final pour une montée éventuelle.
- TM Down : test-match pour départager des égalités, ou toutes formes de Barrages ou de Tour final pour le maintien.

### Classements saison par saison
| Ordre | Saison  | Nom du club                                                                         | Niveau                                                                              | Classement final                                                                    | Remarques                                                                           |
| ----- | ------- | ----------------------------------------------------------------------------------- | ----------------------------------------------------------------------------------- | ----------------------------------------------------------------------------------- | ----------------------------------------------------------------------------------- |
| 1     | 1999-00 | Excelsior Veldwezelt                                                                | Promotion série C                                                                   | 6e/16                                                                               |                                                                                     |
| 2     | 2000-01 | Excelsior Veldwezelt                                                                | Promotion série C                                                                   | 7e/16                                                                               |                                                                                     |
| 3     | 2001-02 | Excelsior Veldwezelt                                                                | Promotion série C                                                                   | 1er/16                                                                              | Champion et promu!                                                                  |
| 4     | 2002-03 | Excelsior Veldwezelt                                                                | Division 3 série B                                                                  | 10e/16                                                                              |                                                                                     |
| 5     | 2003-04 | Excelsior Veldwezelt                                                                | Division 3 série B                                                                  | 5e/16                                                                               |                                                                                     |
| 6     | 2004-05 | Excelsior Veldwezelt                                                                | Division 3 série B                                                                  | 15e/16                                                                              | Relégué!                                                                            |
| 7     | 2005-06 | Excelsior Veldwezelt                                                                | Promotion série C                                                                   | 2e/16                                                                               | Tour final!                                                                         |
| 8     | 2006-07 | Excelsior Veldwezelt                                                                | Promotion série C                                                                   | 3e/16                                                                               | Promu via tour final!                                                               |
| 9     | 2007-08 | Excelsior Veldwezelt                                                                | Division 3 série B                                                                  | 12e/16                                                                              |                                                                                     |
| 10    | 2008-09 | Excelsior Veldwezelt                                                                | Division 3 série B                                                                  | 9e/16                                                                               |                                                                                     |
| 11    | 2009-10 | Excelsior Veldwezelt                                                                | Division 3 série B                                                                  | 17e/18                                                                              | Relégué!                                                                            |
| 12    | 2010-11 | Excelsior Veldwezelt                                                                | Promotion série C                                                                   | 2e/16                                                                               | Tour final!                                                                         |
| 13    | 2011-12 | Excelsior Veldwezelt                                                                | Promotion série C                                                                   | 6e/16                                                                               |                                                                                     |
| 14    | 2012-13 | Excelsior Veldwezelt                                                                | Promotion série C                                                                   | Forfait'                                                                            | [ saisons 4 ]                                                                       |
| X     | 2013    | Le club déclare forfait en décembre 2012, son matricule est radié par la Fédération | Le club déclare forfait en décembre 2012, son matricule est radié par la Fédération | Le club déclare forfait en décembre 2012, son matricule est radié par la Fédération | Le club déclare forfait en décembre 2012, son matricule est radié par la Fédération |